# Mount Burney
Mount Burney ist ein markanter, verschneiter und kegelförmiger Berggipfel auf Cook Island im Archipel der Südlichen Sandwichinseln im Südatlantik. Er ragt nordwestlich des Mount Harmer auf.
Das UK Antarctic Place-Names Committee benannte ihn 2013. Namensgeber ist der spätere britische Konteradmiral James Burney (1750–1821), der den britischen Seefahrer und Entdecker James Cook als Midshipman auf seiner zweiten (1772–1775) und dritten Südseereise (1776–1780) begleitet hatte und dabei Augenzeuge von Cooks Ermordung am 14. Februar 1779 auf Hawaii war.